# Сант'Еразмо (Мачерата)
Сант'Еразмо је насеље у Италији у округу Мачерата, региону Марке.
Према процени из 2011. у насељу је живело 51 становника. Насеље се налази на надморској висини од 565 м.